# Alfred Duclos DeCelles
Pour les articles homonymes, voir Duclos et Decelles.
Alfred Duclos DeCelles (8 août 1843 - 5 octobre 1925)  est un journaliste, un écrivain, un avocat et un bibliothécaire canadien. Pendant trente-cinq ans, de 1885 à 1920, il est le chef de la bibliothèque du Parlement à Ottawa. Il signe souvent A.D. DeCelles.

## Biographie
Né à Saint-Laurent d'Augustin-Candide Duclos De Celles, notaire, et de Marie-Sarah-Anne Holmes, il étudie au séminaire de Québec à partir de 1859, où il complète ses études classiques. Pendant cette période, il s'occupe de la bibliothèque scolaire et contribue au journal étudiant, L'Abeille. Après avoir obtenu plusieurs prix d'excellence (notamment en histoire, en anglais, en géographie et en français), il décroche son baccalauréat en 1867. Par la suite, il étudie le droit à l'Université Laval jusqu'en 1871. Il est admis au barreau du Québec en 1873.
Alfred Duclos DeCelles est engagé politiquement pour le Parti conservateur. En 1874, il est le président du Club Cartier qu'il a fondé avec d'autres jeunes conservateurs de Montréal, notamment Pierre-Évariste Leblanc. Il participe à la campagne électorale du Parti conservateur de 1878, en tant secrétaire-trésorier et administrateur du parti pour la région de Montréal.
DeCelles épouse à Saint-Ours, en 1876, Eugénie Panet-Dorion, fille d'Eugène-Philippe Dorion, avocat et homme de lettres, et de Marie Panet. Leur fils Alfred DeCelles est un linguiste.
Alfred Duclos DeCelles commence sa carrière en tant que journaliste. Il est rédacteur au Journal de Québec à l'invitation de Joseph-Édouard Cauchon, qui partait pour l'Europe 1867 à 1872. Par la suite, il contribue au journal La Minerve jusqu'en 1880. Par la suite, il achète avec des collègues L'Opinion publique, un hebdomadaire montréalais qu'il dirige depuis Ottawa et dans lequel il écrit entre 1881 et 1883. Pendant toute sa vie, il collabore à plusieurs revues, dont La Revue canadienne de Montréal, La Presse, le Bulletin des recherches historiques de Lévis, les Mémoires de la Société royale du Canada La Nouvelle-France et Le Canada français de Québec.
En 1880, Alfred Duclos DeCelles commence une carrière dans la fonction publique canadienne, en travaillant comme bibliothécaire adjoint au Parlement du Canada. Il succède à Antoine Gérin-Lajoie et occupe ce poste de 1880 à 1885, date à laquelle il devient bibliothécaire en chef. Il occupe cette fonction jusqu'en 1920, lorsqu'il se retire de la fonction publique. Pendant son mandat, il contribue à moderniser la Bibliothèque du Parlement, notamment en introduisant des méthodes de bibliothéconomie comme le catalogue sur fiches. De plus, de 1882 à 1908, il est membre du Bureau des examinateurs du service civil.
En plus d'être journaliste et bibliothécaire, De Celle poursuit une carrière d'historien. Il s'intéresse notamment à l'histoire du Canada et à l'histoire des États-Unis. Dans ses travaux, il raconte la vie de Louis-Joseph Papineau, Louis-Hippolyte La Fontaine et Wilfrid Laurier. La qualité de son écriture obtient les éloges de Mgr Amédée Gosselin.
De Celles est membre de plusieurs sociétés et associations. Au début des années 1880, il devient membre de l'Institut canadien-français d'Ottawa. Avec Benjamin Sulte et Joseph-Étienne-Eugène Marmette, il fonde en 1884 le club des Dix, un groupe où l'on discute de littérature, d’histoire, de science ou de géographie. En 1885, il est admis à la Société royal du Canada, où il occupe la fonction de président de la section française en 1892, 1893, 1916 et 1917. Il participe également au comité central de l'Aberdeen Association, dont le but est de procurer des livres aux colons nouvellement établis dans l’Ouest canadien, de 1901 à 1904 en tant que vice-président. Il est également membre de l'Alliance française d'Ottawa qu'il préside en 1904, en 1908 et en 1910.
Après son décès le 5 octobre 1925 à Ottawa à l'âge de 82 ans, un hommage lui est rendu par Georges Pelletier, journaliste au Devoir.

## Publications
Alfred Duclos De Celles a participé à des projets d'envergure et rédigé des articles dans les collections "Makers of Canada" (21 volumes, 1906-1911) et "Canada and Its Provinces" (23 volumes, 1913-1917). Il a également publié:
- Les États-Unis: origine, institutions, développement, 1896;
- Mémoires de Robert-Shore-Milnes Bouchette, 1805-1840 / recueillis par son fils Errol Bouchette et annotés par A.-D. Decelles, 1903;
- Papineau, 1905;
- Lafontaine et son temps, 1907;
- Cartier et son temps, 1907;
- Constitutions du Canada, 1918;
- Laurier et son temps, 1920.

## Honneurs
- Membre de la société royale du Canada, 1884;
- Docteur ès lettres de l'Université Laval, 1891;
- Légion d'honneur de France, 1903;
- Ordre de Saint Michel et Saint-Georges, 1907.

## Hommages
La rue De Celles a été nommée en son honneur, en 1974, dans la ville de Québec